# Monime
Monime (IVe – IIIe siècle av. J.-C.) était un philosophe cynique, disciple de Diogène de Sinope. 

## Notice biographique
Originaire de Syracuse, il était esclave d'un banquier de Corinthe qui fréquentait le philosophe Xéniade, maître de Diogène de Sinope. Ce dernier suscita une grande admiration à Monime, qui simula la folie et finit par être congédié. Monime suivit les cours de Cratès de Thèbes, et sa renommée fut si grande qu'il inspira le comique Ménandre.

## Philosophie
On ne sait pas grand-chose de ses pensées. Il semble avoir rejeté tout critère de vérité, ce en disant « Tout est vanité. » Il comparait les êtres à des décors de théâtre et résumait ainsi sa pensée :
« Tout n'est que fumée ». Diogène Laërce souligne la gravité de son esprit et son mépris de l'opinion. Stobée rapporte que Monime disait que « La richesse est le vomissement de la fortune ». Sa passion pour la vérité lui aurait fait dire qu'« il valait mieux être aveugle qu'ignorant : l'aveugle peut tomber dans une fosse, mais l'ignorant se précipite dans le gouffre du mal ».

## Ouvrages
Diogène lui attribue deux études : Les Instincts et une Exhortation à la philosophie.